# 古罗镇
古罗镇，是中华人民共和国四川省宜宾市叙州区曾经下辖的一个镇。2019年8月，撤销古罗镇，将其所属行政区域划归观音镇管辖。

## 行政区划
古罗镇撤销前下辖以下地区：
古罗社区、凉风社区、合林村、互利村、古罗村、同力村、团山村、普岗村、万山村、柳树村、叶山村、新燕村、高岩村、良丰村、大屋村、大井村、跳墩村、白果村、三元村、水浮村和盐井村。